# Heterostylodes ricta
Heterostylodes ricta är en tvåvingeart som beskrevs av Ackland 1971. Heterostylodes ricta ingår i släktet Heterostylodes och familjen blomsterflugor. Inga underarter finns listade i Catalogue of Life.